# Nandincecegijn Anudari
Nandincecegijn Anudari (mong. Нандинцэцэгийн Анударь; ur. 19 czerwca 2000) – mongolska zapaśniczka walcząca w stylu wolnym. Czwarta w Pucharze Świata w 2019. Trzecia na MŚ U-23 w 2019. Druga na MŚ juniorów w 2019 i mistrzostwach Azji juniorów w 2019; trzecia w 2018. Druga w m. Azji kadetów w 2017 i trzecia w 2015 roku.